# Deputati della XXIV legislatura del Regno d'Italia
Elenco dei deputati della XXIV legislatura del Regno d'Italia.
| Nome                                    | Collegio                    | Appartenenza                       |
| --------------------------------------- | --------------------------- | ---------------------------------- |
| (vacante)                               | Milano VI                   | -                                  |
| Abbruzzese, Antonio                     | Modugno                     | Liberale                           |
| Abignente, Giovanni                     | Mercato San Severino        | Liberale                           |
| Abisso, Angelo                          | Sciacca                     | Radicale                           |
| Abozzi, Michele                         | Sassari                     | Liberale                           |
| Adinolfi, Roberto                       | Napoli XII                  | Liberale                           |
| Agnelli, Arnaldo                        | Milano II                   | Radicale                           |
| Agnesi, Giacomo                         | Oneglia                     | Liberale                           |
| Agnini, Gregorio                        | Mirandola                   | Socialista ufficiale               |
| Aguglia, Francesco                      | Termini Imerese             | Liberale                           |
| Albanese, Giuseppe                      | Gerace                      | Radicale                           |
| Albertelli, Guido                       | Parma II                    | Socialista ufficiale               |
| Alessio, Giulio                         | Padova                      | Radicale                           |
| Altobelli, Carlo                        | Napoli V                    | Socialista indipendente            |
| Amato, Stanislao                        | Verbicaro                   | Radicale                           |
| Amicarelli, Matteo                      | Manfredonia                 | Liberale                           |
| Amici, Giovanni                         | Poggio Mirteto              | Radicale                           |
| Amici, Venceslao                        | Cittaducale                 | Liberale                           |
| Ancona, Ugo                             | Gemona                      | Liberale                           |
| Angiolini, Antonio                      | Prato                       | Radicale                           |
| Appiani, Graziano                       | Treviso                     | Liberale                           |
| Arcà, Francesco                         | Cittanova                   | Socialista indipendente            |
| Arlotta, Enrico                         | Napoli III                  | Liberale                           |
| Arrigoni degli Oddi, Carlo Ettore       | Este                        | Cattolico                          |
| Arrivabene Valenti Gonzaga, Giberto     | Cologna Veneta              | Liberale                           |
| Artom, Ernesto                          | Castelnuovo di Garfagnana   | Liberale                           |
| Astengo, Giuseppe                       | Savona                      | Liberale                           |
| Auteri Berretta, Giovanni               | Catania I                   | Repubblicano dissidente            |
| Baccelli, Alfredo                       | Tivoli                      | Liberale                           |
| Baccelli, Guido                         | Roma III                    | Liberale                           |
| Badaloni, Nicola                        | Badia Polesine              | Socialista riformista              |
| Balsano, Rocco                          | Monreale                    | Liberale                           |
| Baragiola, Pietro                       | Erba                        | Liberale                           |
| Barbera, Renzo                          | Palermo III                 | Partito democratico costituzionale |
| Barnabei, Felice                        | Atri                        | Liberale                           |
| Barzilai, Salvatore                     | Roma V                      | Repubblicano dissidente            |
| Basaglia, Confucio                      | Carpi                       | Socialista ufficiale               |
| Basile, Luigi                           | Benevento                   | Socialista riformista              |
| Baslini, Antonio                        | Brivio                      | Liberale                           |
| Battaglieri, Augusto                    | Casale Monferrato           | Liberale                           |
| Battelli, Angelo                        | Urbino                      | Repubblicano ufficiale             |
| Beghi, Galileo                          | Rovigo                      |                                    |
| Bellati, Antonio Bartolomeo             | Feltre                      |                                    |
| Belotti, Bertolo                        | Zogno                       | Partito democratico costituzionale |
| Beltrami, Francesco                     | Pallanza                    | Socialista ufficiale               |
| Benaglio, Giacinto                      | Martinengo                  | Liberale                           |
| Bentini, Genuzio                        | Castelmaggiore              | Socialista ufficiale               |
| Berenini, Agostino                      | Borgo San Donnino           | Socialista riformista              |
| Berlingieri, Annibale                   | Spezzano Grande             | Liberale                           |
| Bernardini, Ferruccio                   | Montalcino                  | Socialista ufficiale               |
| Bertarelli, Pietro                      | Tortona                     | Liberale                           |
| Bertesi, Alfredo                        | Pescarolo ed Uniti          | Socialista riformista              |
| Berti, Silvio                           | Rocca San Casciano          | Liberale                           |
| Bertini, Giovanni                       | Senigallia                  | Cattolico                          |
| Bertolini, Pietro                       | Montebelluna                | Liberale                           |
| Bettòlo, Giovanni                       | Recco                       | Liberale                           |
| Bettoni, Vincenzo                       | Salò                        | Liberale                           |
| Bevione, Giuseppe                       | Torino IV                   |                                    |
| Bianchi, Leonardo                       | Montesarchio                | Partito democratico costituzionale |
| Bianchi, Vincenzo                       | San Bartolomeo in Galdo     | Liberale                           |
| Bianchini, Vittorio                     | Macerata                    | Liberale                           |
| Bignami, Paolo                          | Codogno                     | Liberale                           |
| Bissolati Bergamaschi, Leonida          | Roma II                     | Socialista riformista              |
| Bocconi, Alessandro                     | Jesi                        | Socialista ufficiale               |
| Bonacossa, Cesare                       | Marostica                   | Cattolico                          |
| Bonardi, Edoardo                        | Alessandria                 | Socialista ufficiale               |
| Bonicelli, Giacomo                      | Brescia                     | Liberale                           |
| Bonino, Lorenzo                         | Bra                         | Liberale                           |
| Bonomi, Ivanoe                          | Ostiglia                    | Socialista riformista              |
| Bonomi, Paolo                           | Clusone                     | Cattolico                          |
| Borromeo d'Adda, Febo                   | Vimercate                   | Liberale                           |
| Borsarelli di Rifreddo, Luigi           | Villadeati                  | Liberale                           |
| Boselli, Paolo                          | Avigliana                   | Liberale                           |
| Bouvier, Alfredo                        | Susa                        | Liberale                           |
| Bovetti, Vincenzo                       | Ceva                        | Liberale                           |
| Brandolini, Brandolino                  | Vittorio                    | Liberale                           |
| Brezzi, Domenico                        | Valenza                     | Liberale                           |
| Brizzolesi, Enrico                      | Capriata d'Orba             | Liberale                           |
| Brunelli, Umberto                       | Bologna II                  |                                    |
| Bruno di Belmonte, Cesare               | Noto                        | Partito democratico costituzionale |
| Buccelli, Vittorio                      | Nizza Monferrato            | Liberale                           |
| Buonanno, Enrico                        | Capua                       | Liberale                           |
| Buonini, Icilio                         | Lucca                       | Liberale                           |
| Buonvino, Michelangelo                  | Conversano                  | Liberale                           |
| Bussi, Armando                          | Cento                       | Socialista ufficiale               |
| Cabrini, Angiolo                        | Sannazzaro de' Burgondi     | Socialista riformista              |
| Caccialanza, Emilio                     | Lodi                        | Liberale                           |
| Cagnoni, Egisto                         | Mortara                     | Socialista ufficiale               |
| Calda, Alberto                          | Bologna II                  | Socialista ufficiale               |
| Calisse, Carlo                          | Civitavecchia               | Liberale                           |
| Callaini, Luigi                         | Colle di Val d'Elsa         | Liberale                           |
| Camagna, Biagio                         | Reggio di Calabria          | Liberale                           |
| Camera, Giovanni                        | Sala Consilina              | Liberale                           |
| Camerini, Vincenzo                      | Popoli                      | Liberale                           |
| Cameroni, Agostino                      | Treviglio                   | Cattolico                          |
| Campi, Emilio                           | Cuggiono                    | Liberale                           |
| Canepa, Giuseppe                        | Genova I                    | Socialista riformista              |
| Canevari, Alfredo                       | Viterbo                     | Liberale                           |
| Cannavina, Vittorino                    | Campobasso                  | Radicale                           |
| Cao Pinna, Antonio                      | Serramanna                  | Liberale                           |
| Capaldo, Luigi                          | Lacedonia                   | Liberale                           |
| Capece Minutolo di Bugnano, Alfredo     | Aversa                      | Liberale                           |
| Capitanio, Luigi                        | Monopoli                    | Liberale                           |
| Caporali, Raffaele                      | Lanciano                    | Radicale                           |
| Cappa, Innocenzo                        | Corteolona                  | Repubblicano ufficiale             |
| Cappelli, Raffaele                      | San Demetrio ne' Vestini    | Liberale                           |
| Caputi, Ercole                          | Ariano di Puglia            | Liberale                           |
| Carboni, Vincenzo                       | Frosinone                   | Liberale                           |
| Carcano, Paolo                          | Como                        | Liberale                           |
| Caron, Luigi Carlo                      | Varallo                     | Liberale                           |
| Caroti, Arturo                          | Firenze I                   | Socialista ufficiale               |
| Cartia, Giovanni                        | Ragusa Superiore            | Partito democratico costituzionale |
| Casalegno, Edoardo                      | Ciriè                       | Partito democratico costituzionale |
| Casalini, Giulio                        | Torino III                  | Socialista ufficiale               |
| Casciani, Paolo                         | Pistoia I                   | Liberale                           |
| Caso, Pasquale                          | Altamura                    | Liberale                           |
| Casolini, Antonio                       | Catanzaro                   | Liberale                           |
| Cassin, Marco                           | Borgo San Dalmazzo          | Partito democratico costituzionale |
| Cassuto, Dario                          | Livorno I                   | Liberale                           |
| Castellino, Pietro                      | Foggia                      | Radicale                           |
| Cavagnari, Carlo                        | Rapallo                     | Liberale                           |
| Cavallari, Mario                        | Portomaggiore               | Socialista ufficiale               |
| Cavallera, Giuseppe                     | Iglesias                    | Socialista ufficiale               |
| Cavazza, Francesco                      | Bologna III                 | Liberale                           |
| Cavina, Luigi                           | Faenza                      | Liberale                           |
| Ceci, Riccardo                          | Andria                      | Liberale                           |
| Celesia di Vegliasco, Giovanni          | Albenga                     | Liberale                           |
| Celli, Guido                            | Teramo                      | Socialista riformista              |
| Centurione, Carlo                       | Cairo Montenotte            | Liberale                           |
| Cermenati, Mario                        | Lecco                       | Radicale                           |
| Charrey, Giuliano                       | Verrès                      | Cattolico                          |
| Chiaradia, Attilio                      | Pordenone                   | Liberale                           |
| Chiaraviglio, Mario                     | Città Sant'Angelo           | Radicale                           |
| Chidichimo, Paolino                     | Cassano all'Ionio           | Liberale                           |
| Chiesa, Eugenio                         | Massa Carrara               | Repubblicano ufficiale             |
| Chiesa, Pietro                          | Sanpierdarena               | Socialista ufficiale               |
| Chimienti, Pietro                       | Brindisi                    | Liberale                           |
| Ciacci, Gaspero                         | Scansano                    | Liberale                           |
| Ciancio, Giuseppe                       | Piazza Armerina             | Liberale                           |
| Ciappi, Anselmo                         | San Severino Marche         | Liberale                           |
| Cicarelli, Carlo Vittorio               | Atripalda                   | Liberale                           |
| Ciccarone, Francesco                    | Vasto                       | Liberale                           |
| Ciccotti, Ettore                        | Napoli VIII                 | Socialista indipendente            |
| Cicogna, Giovanni                       | San Biagio di Callalta      | Cattolico                          |
| Cimati, Camillo                         | Pontremoli                  | Liberale                           |
| Cimorelli, Edoardo                      | Isernia                     | Liberale                           |
| Cioffrese, Domenico                     | Bitonto                     | Liberale                           |
| Ciriani, Marco                          | Spilimbergo                 | Cattolico                          |
| Cirmeni, Benedetto                      | Militello in Val di Catania | Liberale                           |
| Ciuffelli, Augusto                      | Todi                        | Partito democratico costituzionale |
| Cocco Ortu, Francesco                   | Isili                       | Partito democratico costituzionale |
| Codacci Pisanelli, Alfredo              | Tricase                     | Liberale                           |
| Colajanni, Napoleone                    | Castrogiovanni              | Repubblicano dissidente            |
| Colonna di Cesarò, Giovanni Antonio     | Francavilla di Sicilia      | Radicale                           |
| Colosimo, Gaspare                       | Serrastretta                | Liberale                           |
| Comandini, Ubaldo                       | Cesena                      | Repubblicano ufficiale             |
| Compans di Brichanteau, Carlo           | Caluso                      | Liberale                           |
| Congiu, Luigi                           | Macomer                     | Liberale                           |
| Corniani, Giuliano                      | Iseo                        | Cattolico                          |
| Corsi, Carlo                            | Firenze IV                  | Socialista ufficiale               |
| Cottafavi, Vittorio                     | Correggio                   | Liberale                           |
| Cotugno, Raffaele                       | Minervino Murge             | Radicale                           |
| Credaro, Luigi                          | Tirano                      | Radicale                           |
| Crespi, Silvio                          | Caprino Bergamasco          | Liberale                           |
| Cucca, Carlo                            | Napoli II                   | Partito democratico costituzionale |
| Cugnolio, Modesto                       | Vercelli                    | Socialista ufficiale               |
| Curreno, Giacomo                        | Cherasco                    | Liberale                           |
| Da Como, Ugo                            | Lonato                      | Liberale                           |
| Daneo, Edoardo                          | Torino I                    | Liberale                           |
| Danieli, Gualtiero                      | Tregnago                    | Liberale                           |
| Dari, Luigi                             | San Benedetto del Tronto    | Liberale                           |
| De Ambris, Alceste                      | Parma I                     | Socialista indipendente            |
| De Amicis, Mansueto                     | Sulmona                     | Liberale                           |
| De Bellis, Vito                         | Gioia del Colle             | Liberale                           |
| De Capitani D'Arzago, Giuseppe          | Milano I                    | Liberale                           |
| De Felice Giuffrida, Giuseppe           | Catania II                  | Socialista riformista              |
| De Giovanni, Alessandro                 | Vigevano                    | Socialista ufficiale               |
| De Marinis, Enrico                      | Salerno                     | Liberale                           |
| De Nava, Giuseppe                       | Bagnara Calabra             | Liberale                           |
| De Nicola, Enrico                       | Afragola                    | Liberale                           |
| De Ruggieri, Nicola                     | Matera                      | Radicale                           |
| De Seta, Luigi                          | Paola                       | Liberale                           |
| De Vargas Macciucca, Michele            | Campagna                    | Liberale                           |
| De Viti De Marco, Antonio               | Gallipoli                   |                                    |
| De Vito, Roberto                        | Giulianova                  | Liberale                           |
| Degli Occhi, Adamo                      | Affori                      | Cattolico                          |
| Del Balzo, Girolamo                     | Baiano                      | Liberale                           |
| Della Pietra, Gioacchino                | Nola                        | Liberale                           |
| Dell'Acqua, Carlo                       | Busto Arsizio               | Repubblicano dissidente            |
| Delle Piane, Francesco                  | Novi Ligure                 | Liberale                           |
| Dello Sbarba, Arnaldo                   | Lari                        | Socialista riformista              |
| Dentice di Accadia, Filippo             | Nocera Inferiore            | Liberale                           |
| Dentice di Frasso, Carlo                | Ostuni                      | Liberale                           |
| Di Campolattaro-Capomazzo, Emilio       | Napoli IX                   | Liberale                           |
| Di Caporiacco, Gino                     | San Daniele del Friuli      | Liberale                           |
| Di Francia, Luigi                       | Serra San Bruno             | Liberale                           |
| Di Giorgio, Antonino                    | Mistretta                   | Liberale                           |
| Di Mirafiori Guerrieri, Gastone         | Alba                        | Liberale                           |
| Di Palma, Federico                      | Taranto                     | Liberale                           |
| Di Robilant, Stanislao                  | Chivasso                    | Liberale                           |
| Di Saluzzo, Marco                       | Saluzzo                     | Liberale                           |
| Di Sant'Onofrio del Castillo, Ugo       | Castroreale                 | Liberale                           |
| Di Stefano Napolitani, Giuseppe         | Palermo I                   | Liberale                           |
| Dore, Francesco                         | Nuoro                       | Radicale                           |
| Drago, Aurelio                          | Cefalù                      | Socialista riformista              |
| Dugoni, Enrico                          | Bozzolo                     | Socialista ufficiale               |
| Facchinetti, Gaetano                    | Rimini                      | Liberale                           |
| Facta, Luigi                            | Pinerolo                    | Liberale                           |
| Faelli, Emilio                          | Borgotaro                   | Liberale                           |
| Falcioni, Alfredo                       | Domodossola                 | Liberale                           |
| Falconi, Gaetano                        | Montegiorgio                | Liberale                           |
| Falletti di Villafalletto, Paolo        | Fossano                     | Liberale                           |
| Fani, Cesare                            | Perugia II                  | Liberale                           |
| Faranda, Giuseppe                       | Naso                        | Radicale                           |
| Faustini, Francesco                     | Terni                       | Repubblicano dissidente            |
| Fazi, Vito                              | Lecce                       | Radicale                           |
| Federzoni, Luigi                        | Roma I                      | Nazionalista                       |
| Fera, Luigi                             | Rogliano Calabro            | Radicale                           |
| Ferri, Enrico                           | Gonzaga                     | Socialista indipendente            |
| Ferri, Giacomo                          | San Giovanni in Persiceto   | Socialista riformista              |
| Fiamberti, Massimo                      | Levanto                     | Liberale                           |
| Finocchiaro Aprile, Andrea              | Corleone                    | Partito democratico costituzionale |
| Finocchiaro Aprile, Camillo             | Prizzi                      | Partito democratico costituzionale |
| Fornari, Gustavo                        | Camerino                    | Liberale                           |
| Fortunati, Alfredo                      | Orvieto                     | Liberale                           |
| Foscari, Piero                          | Mirano                      | Nazionalista                       |
| Fraccacreta, Raffaele                   | San Severo                  | Radicale                           |
| Fradeletto, Antonio                     | Venezia III                 | Radicale                           |
| Frisoni, Luigi Edoardo                  | Montevarchi                 | Liberale                           |
| Frugoni, Pietro                         | Leno                        | Liberale                           |
| Fumarola, Carlo                         | Castellaneta                | Radicale                           |
| Fusinato, Guido                         | Feltre                      | Liberale                           |
| Gallenga Stuart, Romeo                  | Perugia I                   | Nazionalista                       |
| Galli, Roberto                          | Chioggia                    | Liberale                           |
| Gallini, Carlo                          | Pavullo nel Frignano        | Partito democratico costituzionale |
| Gambarotta, Guglielmo                   | Novara                      | Partito democratico costituzionale |
| Gargiulo, Roberto                       | Napoli VII                  | Radicale                           |
| Gasparotto, Luigi                       | Milano IV                   | Radicale                           |
| Gaudenzi, Giuseppe                      | Forlì                       | Repubblicano ufficiale             |
| Gay, Pilade                             | Torino IV                   | Socialista ufficiale               |
| Gazelli di Rossano, Augusto             | Villanova d'Asti            | Cattolico                          |
| Gerini, Gerino                          | Borgo San Lorenzo           | Liberale                           |
| Giacobone, Ambrogio                     | Bobbio                      | Partito democratico costituzionale |
| Giampietro, Emilio                      | Montecorvino Rovella        | Radicale                           |
| Giaracà, Enrico                         | Siracusa                    | Liberale                           |
| Ginori Conti, Piero                     | Volterra                    | Liberale                           |
| Giolitti, Giovanni                      | Dronero                     | Liberale                           |
| Giordano, Luigi                         | Torino V                    | Partito democratico costituzionale |
| Giovanelli, Alberto                     | Lonigo                      | Radicale                           |
| Giovanelli, Edoardo                     | Asti                        | Liberale                           |
| Girardi, Salvatore                      | Napoli IV                   | Partito democratico costituzionale |
| Girardini, Giuseppe                     | Udine                       | Radicale                           |
| Giretti, Edoardo                        | Bricherasio                 | Radicale                           |
| Giuliani, Gaetano                       | Capaccio                    | Liberale                           |
| Goglio, Giuseppe                        | Cuorgnè                     | Liberale                           |
| Gortani, Michele                        | Tolmezzo                    | Liberale                           |
| Grabau, Marcello                        | Capannori                   | Liberale                           |
| Grassi, Giuseppe                        | Manduria                    | Liberale                           |
| Graziadei, Antonio                      | Imola                       | Socialista ufficiale               |
| Gregoraci, Pier Nicola                  | Chiaravalle Centrale        | Liberale                           |
| Grippo, Pasquale                        | Potenza                     | Liberale                           |
| Grosso Campana, Gaetano                 | Vigone                      | Liberale                           |
| Guglielmi, Giorgio                      | Montefiascone               | Liberale                           |
| Guicciardini, Francesco                 | San Miniato                 | Liberale                           |
| Guidi di Bagno, Giuseppe                | Sant'Arcangelo di Romagna   |                                    |
| Hierschel de Minerbi, Lionello          | Palmanova                   | Liberale                           |
| Indri, Giovanni                         | Castelfranco Veneto         | Cattolico                          |
| Innamorati, Francesco                   | Perugia II                  |                                    |
| Joele, Francesco                        | Rossano                     | Liberale                           |
| La Lumia Aldisio, Ignazio               | Licata                      | Partito democratico costituzionale |
| La Pegna, Alberto                       | Cortona                     | Radicale                           |
| La Via, Mariano                         | Nicosia                     | Radicale                           |
| Labriola, Arturo                        | Napoli VI                   | Socialista indipendente            |
| Landucci, Lando                         | Arezzo                      | Liberale                           |
| Lanza di Scalea, Pietro                 | Serradifalco                | Liberale                           |
| Larizza, Bruno                          | Melito di Porto Salvo       | Liberale                           |
| Larussa, Ignazio                        | Tropea                      | Liberale                           |
| Lembo, Paolo                            | Bari                        | Radicale                           |
| Leonardi di Villacortese, Nicolò        | Borgomanero                 | Liberale                           |
| Leone, Giuseppe                         | Palata                      | Liberale                           |
| Libertini Gravina di San Marco,Pasquale | Augusta                     | Liberale                           |
| Libertini Pluchinotta, Gesualdo         | Caltagirone                 | Liberale                           |
| Lo Piano, Agostino                      | Caltanissetta               | Socialista riformista              |
| Lo Presti, Antonino                     | Calatafimi                  | Radicale                           |
| Loero, Attilio                          | Pieve di Cadore             | Radicale                           |
| Lombardi, Nicola                        | Monteleone Calabro          | Radicale                           |
| Longinotti, Giovanni Maria              | Verolanuova                 | Cattolico                          |
| Longo, Filippo                          | Melfi                       | Liberale                           |
| Lucchini, Angelo                        | Gavirate                    | Liberale                           |
| Lucci, Arnaldo                          | Napoli X                    | Socialista ufficiale               |
| Lucernari, Annibale                     | Pontecorvo                  | Liberale                           |
| Luciani, Vito                           | Acquaviva delle Fonti       | Partito democratico costituzionale |
| Lucifero, Alfonso                       | Cotrone                     | Liberale                           |
| Luzzatti, Luigi                         | Oderzo                      | Liberale                           |
| Macchi, Luigi                           | Paternò                     |                                    |
| Maffi, Fabrizio                         | Crescentino                 | Socialista ufficiale               |
| Maffioli, Osvaldo                       | Milano III                  | Socialista ufficiale               |
| Maganzini, Italo                        | Sant'Arcangelo di Romagna   | Liberale                           |
| Magliano, Mario                         | Larino                      | Radicale                           |
| Malcangi, Cataldo                       | Corato                      | Liberale                           |
| Malliani, Giuseppe Luigi                | Bergamo                     | Liberale                           |
| Mancini, Augusto                        | Borgo a Mozzano             | Radicale                           |
| Manfredi, Manfredo                      | Fiorenzuola                 | Liberale                           |
| Mango, Camillo                          | Lagonegro                   | Liberale                           |
| Manna, Gennaro                          | Aquila                      | Liberale                           |
| Manzoni, Giovanni Battista              | Vigonza                     | Cattolico                          |
| Maraini, Emilio                         | Legnago                     | Partito democratico costituzionale |
| Marangoni, Guido                        | Comacchio                   | Socialista ufficiale               |
| Marazzi, Fortunato                      | Crema                       | Liberale                           |
| Marcello, Girolamo                      | Venezia II                  | Liberale                           |
| Marchesano, Giuseppe                    | Canicattì                   | Socialista riformista              |
| Marciano, Gennaro                       | Acerra                      | Liberale                           |
| Marcora, Giuseppe                       | Sondrio                     | Radicale                           |
| Mariotti, Ruggero                       | Fano                        | Liberale                           |
| Martini, Ferdinando                     | Pescia                      | Partito democratico costituzionale |
| Marzotto, Vittorio                      | Valdagno                    | Liberale                           |
| Masciantonio, Pasquale                  | Gessopalena                 | Liberale                           |
| Masi, Tullio                            | Lugo                        | Liberale                           |
| Masini, Giulio                          | Empoli                      | Socialista ufficiale               |
| Materi, Francesco Paolo                 | Tricarico                   | Liberale                           |
| Mauro, Tommaso                          | Alcamo                      | Liberale                           |
| Maury di Morancez, Eugenio              | Cerignola                   | Liberale                           |
| Mazzarella, Basilio                     | Sessa Aurunca               | Radicale                           |
| Mazzolani, Ulderico                     | Ravenna II                  | Repubblicano ufficiale             |
| Mazzoni, Nino                           | Castel San Giovanni         | Socialista ufficiale               |
| Meda, Filippo                           | Rho                         | Cattolico                          |
| Medici del Vascello, Luigi              | Roma IV                     | Nazionalista                       |
| Mendaia, Vincenzo                       | Chiaromonte                 | Liberale                           |
| Merloni, Giovanni                       | Grosseto                    | Socialista ufficiale               |
| Miari de Cumani, Giacomo                | Abano Bagni                 | Liberale                           |
| Miccichè, Giovanni                      | Girgenti                    | Cattolico                          |
| Micheli, Giuseppe                       | Langhirano                  | Cattolico                          |
| Miglioli, Guido                         | Soresina                    | Cattolico                          |
| Milana, Giovanni                        | Paternò                     | Socialista riformista              |
| Milano, Federico                        | Savigliano                  | Radicale                           |
| Miliani, Giambattista                   | Fabriano                    | Partito democratico costituzionale |
| Mirabelli, Ernesto                      | Teano                       | Liberale                           |
| Modigliani, Giuseppe Emanuele           | Budrio                      | Socialista ufficiale               |
| Molina, Rodolfo                         | Biandrate                   | Liberale                           |
| Mondello, Giacomo Giuseppe              | Messina II                  | Liberale                           |
| Montauti, Giovanni                      | Pietrasanta                 | Liberale                           |
| Montemartini, Luigi                     | Stradella                   | Socialista ufficiale               |
| Monti Guarnieri, Stanislao              | Pesaro                      | Liberale                           |
| Montresor, Luigi                        | Bardolino                   | Cattolico                          |
| Morando, Gian Giacomo                   | Chiari                      | Liberale                           |
| Morelli Gualtierotti, Gismondo          | Pistoia II                  | Liberale                           |
| Morelli, Enrico                         | Santa Maria Capua Vetere    | Liberale                           |
| Morgari, Oddino                         | Torino II                   | Socialista ufficiale               |
| Morisani, Teodoro                       | Piedimonte d'Alife          | Liberale                           |
| Morpurgo, Elio                          | Cividale del Friuli         | Liberale                           |
| Mosca, Gaetano                          | Caccamo                     | Liberale                           |
| Mosca, Tommaso                          | Agnone                      | Liberale                           |
| Mosti Trotti, Ercole                    | Ferrara                     | Radicale                           |
| Murialdi, Luigi                         | Acqui                       | Partito democratico costituzionale |
| Musatti, Elia                           | Venezia I                   | Socialista ufficiale               |
| Nasi, Nunzio                            | Trapani                     | Partito democratico costituzionale |
| Nava, Cesare                            | Monza                       | Cattolico                          |
| Nava, Ottorino                          | Modena                      | Radicale                           |
| Negrotto Cambiaso, Pierino              | Voghera                     | Partito democratico costituzionale |
| Nitti, Francesco Saverio                | Muro Lucano                 | Radicale                           |
| Nofri, Quirino                          | Siena                       | Socialista riformista              |
| Nunziante di San Ferdinando, Ferdinando | Palmi                       | Liberale                           |
| Nuvoloni, Domenico                      | Porto Maurizio              | Liberale                           |
| Ollandini, Edoardo                      | Spezia                      | Radicale                           |
| Orlando, Salvatore                      | Livorno II                  | Partito democratico costituzionale |
| Orlando, Vittorio Emanuele              | Partinico                   | Partito democratico costituzionale |
| Ottavi, Edoardo                         | Conegliano                  | Liberale                           |
| Pacetti, Domenico                       | Ancona                      | Repubblicano dissidente            |
| Padulli, Giulio                         | Cantù                       | Liberale                           |
| Pais Serra, Francesco                   | Ozieri                      | Partito democratico costituzionale |
| Pala, Giacomo                           | Tempio Pausania             | Radicale                           |
| Pallastrelli, Giovanni                  | Bettola                     | Partito democratico costituzionale |
| Pansini, Pietro                         | Molfetta                    | Repubblicano ufficiale             |
| Pantano, Edoardo                        | Giarre                      | Radicale                           |
| Paparo, Raffaele                        | Caulonia                    | Liberale                           |
| Paratore, Giuseppe                      | Milazzo                     | Liberale                           |
| Parlapiano Vella, Antonino              | Bivona                      | Radicale                           |
| Parodi, Emilio                          | Pontedecimo                 | Cattolico                          |
| Pasqualino Vassallo, Rosario            | Terranova di Sicilia        | Radicale                           |
| Pastore, Alceo                          | Castiglione delle Stiviere  | Liberale                           |
| Patrizi, Ugo                            | Città di Castello           | Radicale                           |
| Pavia, Angelo                           | Varese                      | Radicale                           |
| Peano, Camillo                          | Barge                       | Liberale                           |
| Pellegrino, Pietro                      | Amalfi                      | Liberale                           |
| Pennisi di Santa Margherita, Giuseppe   | Acireale                    | Cattolico                          |
| Perrone, Francesco                      | Brienza                     | Radicale                           |
| Pescetti, Giuseppe                      | Firenze III                 | Socialista ufficiale               |
| Petrillo, Alfredo                       | Mirabella Eclano            | Cattolico                          |
| Pezzullo, Angelo                        | Casoria                     | Liberale                           |
| Piccinato, Mario                        | Isola della Scala           | Socialista ufficiale               |
| Piccirilli, Giulio                      | Ceccano                     | Liberale                           |
| Pietravalle, Michele                    | Boiano                      | Radicale                           |
| Pietriboni, Ernesto                     | Belluno                     | Radicale                           |
| Pipitone, Vincenzo                      | Marsala                     | Radicale                           |
| Pirolini, Giovanni Battista             | Ravenna I                   | Repubblicano ufficiale             |
| Pistoja, Francesco                      | Casalmaggiore               | Liberale                           |
| Pizzini, Gustavo                        | Paola                       |                                    |
| Porcella, Felice                        | Oristano                    | Radicale                           |
| Porzio, Giovanni                        | Napoli I                    | Liberale                           |
| Pozzi, Domenico                         | Borghetto Lodigiano         | Liberale                           |
| Prampolini, Camillo                     | Reggio nell'Emilia          | Socialista ufficiale               |
| Pucci, Carlo                            | Campi Bisenzio              | Socialista ufficiale               |
| Quaglino, Felice                        | Biella                      | Socialista ufficiale               |
| Quarta, Gabriello                       | Campi Salentina             | Liberale                           |
| Queirolo, Giovanni Battista             | Pisa                        | Liberale                           |
| Raimondo, Orazio                        | San Remo                    | Socialista ufficiale               |
| Raineri, Giovanni                       | Piacenza                    | Liberale                           |
| Rampoldi, Roberto                       | Pavia                       | Radicale                           |
| Rastelli, Giovanni                      | Lanzo Torinese              | Liberale                           |
| Rattone, Giorgio                        | Aosta                       | Liberale                           |
| Rava, Luigi                             | Vergato                     | Partito democratico costituzionale |
| Reggio, Giacomo                         | Genova II                   | Liberale                           |
| Rellini, Annibale                       | Pontassieve                 | Liberale                           |
| Renda, Salvatore                        | Nicastro                    | Liberale                           |
| Restivo, Empedocle                      | Palermo II                  | Partito democratico costituzionale |
| Ricci, Paolo                            | Recanati                    | Liberale                           |
| Riccio, Vincenzo                        | Atessa                      | Liberale                           |
| Rindone, Santi                          | Regalbuto                   | Radicale                           |
| Rispoli, Rodolfo                        | Castellammare di Stabia     | Repubblicano ufficiale             |
| Rissetti, Giuseppe                      | Genova III                  | Cattolico                          |
| Rizza, Evangelista                      | Comiso                      | Partito democratico costituzionale |
| Rizzone Tedeschi, Corrado               | Modica                      | Partito democratico costituzionale |
| Roberti, Giuseppe                       | Bassano                     | Cattolico                          |
| Rodinò, Giulio                          | Napoli XI                   | Cattolico                          |
| Roi, Giuseppe                           | Thiene                      | Cattolico                          |
| Romanin Jacour, Leone                   | Piove di Sacco              | Liberale                           |
| Romeo Delle Torrazze, Giovanni          | Bronte                      | Liberale                           |
| Ronchetti, Scipione                     | Gallarate                   | Liberale                           |
| Rondani, Dino                           | Cossato                     | Socialista ufficiale               |
| Rosadi, Giovanni                        | Firenze II                  | Radicale                           |
| Rossi, Cesare                           | Carmagnola                  | Liberale                           |
| Rossi, Eugenio                          | Petralia Sottana            | Liberale                           |
| Rossi, Gaetano                          | Schio                       | Liberale                           |
| Rossi, Luigi                            | Verona II                   | Liberale                           |
| Rota, Francesco                         | San Vito al Tagliamento     | Liberale                           |
| Roth, Angelo                            | Alghero                     | Partito democratico costituzionale |
| Rubilli, Alfonso                        | Avellino                    | Radicale                           |
| Rubini, Giulio                          | Menaggio                    | Liberale                           |
| Ruini, Bartolomeo                       | Castelnovo ne' Monti        | Radicale                           |
| Ruspoli, Camillo                        | Sant'Angelo dei Lombardi    | Nazionalista                       |
| Sacchi, Ettore                          | Cremona                     | Radicale                           |
| Salandra, Antonio                       | Lucera                      | Liberale                           |
| Salomone, Nicola                        | Corleto Perticara           | Partito democratico costituzionale |
| Salterio, Ferdinando                    | Abbiategrasso               | Radicale                           |
| Salvagnini, Gino                        | Adria                       | Radicale                           |
| Samoggia, Massimo                       | Montecchio                  | Socialista ufficiale               |
| Sanarelli, Giuseppe                     | Bibbiena                    | Liberale                           |
| Sandrini, Amedeo                        | Portogruaro                 | Cattolico                          |
| Sandulli, Alfredo                       | Torre Annunziata            | Socialista ufficiale               |
| Sanjust di Teulada, Edmondo             | Cagliari                    | Liberale                           |
| Santamaria, Agostino                    | Caserta                     | Liberale                           |
| Santoliquido, Rocco                     | Acerenza                    | Liberale                           |
| Saraceni, Luigi                         | Castrovillari               | Repubblicano dissidente            |
| Sarrocchi, Gino                         | Montepulciano               | Liberale                           |
| Saudino, Giacomo                        | Ivrea                       | Radicale                           |
| Savio, Umberto                          | Santhià                     | Socialista ufficiale               |
| Scalori, Ugo                            | Mantova                     | Radicale                           |
| Scano, Antonio                          | Lanusei                     | Liberale                           |
| Schanzer, Carlo                         | Spoleto                     | Partito democratico costituzionale |
| Schiavon, Sebastiano                    | Cittadella                  | Cattolico                          |
| Sciacca Giardina, Salvatore             | Patti                       | Radicale                           |
| Scialoja, Antonio                       | Pozzuoli                    | Liberale                           |
| Sciorati, Cleto                         | Oviglio                     | Socialista ufficiale               |
| Senape De Pace, Stanislao               | Gallipoli                   | Socialista ufficiale               |
| Serra, Nicola                           | Cosenza                     | Radicale                           |
| Sichel, Adelmo                          | Guastalla                   | Socialista ufficiale               |
| Sighieri, Ettore                        | Vicopisano                  | Repubblicano dissidente            |
| Simoncelli, Vincenzo                    | Sora                        | Liberale                           |
| Sioli Legnani, Steno                    | Gorgonzola                  | Liberale                           |
| Sipari, Erminio                         | Pescina                     | Radicale                           |
| Sitta, Pietro                           | Ferrara                     |                                    |
| Soderini, Edoardo                       | Osimo                       | Cattolico                          |
| Soglia, Giuseppe                        | Lendinara                   | Socialista ufficiale               |
| Soleri, Marcello                        | Cuneo                       | Liberale                           |
| Solidati Tiburzi, Antonio               | Rieti                       | Liberale                           |
| Somaini, Francesco                      | Appiano                     | Liberale                           |
| Sonnino, Sidney                         | San Casciano in Val di Pesa | Liberale                           |
| Speranza, Alceo                         | Fermo                       | Radicale                           |
| Spetrino, Eugenio                       | Riccia                      | Radicale                           |
| Stoppato, Alessandro                    | Montagnana                  | Cattolico                          |
| Storoni, Emilio                         | Cagli                       | Liberale                           |
| Suardi, Gianforte                       | Trescore Balneario          | Liberale                           |
| Talamo, Roberto                         | Vallo della Lucania         | Partito democratico costituzionale |
| Tamborino, Vincenzo                     | Maglie                      | Liberale                           |
| Tasca, Alessandro                       | Palermo IV                  | Socialista riformista              |
| Tassara, Giovanni                       | Voltri                      | Liberale                           |
| Taverna, Lodovico                       | Desio                       | Liberale                           |
| Tedesco, Francesco                      | Ortona                      | Liberale                           |
| Teodori, Enrico                         | Ascoli Piceno               | Liberale                           |
| Teso, Antonio                           | Vicenza                     | Partito democratico costituzionale |
| Theodoli, Alberto                       | Foligno                     | Liberale                           |
| Tinozzi, Domenico                       | Penne                       | Liberale                           |
| Todeschini, Mario                       | Verona I                    | Socialista ufficiale               |
| Torlonia, Giovanni                      | Avezzano                    | Liberale                           |
| Torre, Andrea                           | Torchiara                   | Liberale                           |
| Tortorici, Nicolò                       | Castelvetrano               | Socialista riformista              |
| Toscanelli, Nello                       | Pontedera                   | Liberale                           |
| Toscano, Giuseppe                       | Messina I                   | Socialista riformista              |
| Tosti di Valminuta, Fulco               | Gaeta                       | Liberale                           |
| Tovini, Livio                           | Breno                       | Cattolico                          |
| Treves, Claudio                         | Bologna I                   | Socialista ufficiale               |
| Turati, Filippo                         | Milano V                    | Socialista ufficiale               |
| Vaccaro, Michelangelo                   | Aragona                     | Liberale                           |
| Valenzani, Domenico                     | Albano Laziale              | Liberale                           |
| Valignani, Giangabriele                 | Chieti                      | Socialista riformista              |
| Valvassori Peroni, Angelo               | Melegnano                   | Liberale                           |
| Varzi, Ercole                           | Oleggio                     | Partito democratico costituzionale |
| Venditti, Antonio                       | Cerreto Sannita             | Liberale                           |
| Venino, Pier Gaetano                    | Erba                        |                                    |
| Venzi, Giulio                           | Subiaco                     | Liberale                           |
| Veroni, Dante                           | Velletri                    | Radicale                           |
| Vicini, Antonio                         | Sassuolo                    | Radicale                           |
| Vigna, Annibale                         | Vignale                     | Socialista indipendente            |
| Vignolo, Attilio                        | Chiavari                    | Liberale                           |
| Vinaj, Vittorio                         | Mondovì                     | Cattolico                          |
| Visocchi, Achille                       | Cassino                     | Liberale                           |
| Zaccagnino, Domenico                    | San Nicandro Garganico      | Radicale                           |
| Zegretti, Raffaele                      | Anagni                      | Partito democratico costituzionale |
| Zibordi, Giovanni                       | Montecchio                  |                                    |